# L’Astrée
A L'Astrée Honoré d’Urfé francia író pásztorregénye, az irodalomban a manierizmus jellegzetes képviselője. A 17. század folyamán rendkívül népszerű volt művelt körökben.
A munka négy része 1607–1627 között, folytatásokban jelent (1607, 1610, 1619, 1627); a fennmaradó részt a szerző titkára, Balthazar Baro fejezte be és adta ki később.

## A pásztorregény
Az óriási terjedelmű regény eredetileg a spanyol nyelven író, de portugál Jorge de Montemayor Diana (1559) című pásztorregényének átdolgozásaként született, megírására Torquato Tasso Amintája (1573) is hatással volt. Az első könyv sikere láttán a szerző folytatta a szerelmi témát, „alapját vetve meg egy regénytípusnak, amely lehet történelmi vagy társadalmi témájú, de a cselekmény középpontja mindig a sok arculatú szerelem.”
A történet az V. század idealizált világában játszódik, amikor a gallok a barbárok hódítása elől a természet világába vonultak. Pásztor hőseinek és hősnőinek alakjában azonban a szerző korának egy-egy nevezetes személyisége rejtőzik, pásztorai az udvari élet gáláns modorában viselkednek és fejezik ki magukat. Celadon pásztor a Lignon folyó partján, akire Astrée, a pásztorlány megharagszik, ezért beleöli magát a folyóba, de egy nimfa kimenti. Ezután több könyvön keresztül epekedik és térdenáll – írja Szerb Antal a maga könnyed stílusában –, míg Astrée végre kiengesztelődik és színe elé bocsátja.
A cselekmény központi szálát rengeteg epizód szakítja meg, mellékszereplők sokasága meséli el a maga történetét, néha szinte külön kisregényt alkotva. A könyvben végig szerelemről van szó – ez a nagy francia szerelmi pszichológia egyik első jelentkezése. A manierista ábrázolásmód elsősorban a szereplők választékos és kissé szertartásos szellemességében nyilvánul meg. Hősének neve, Celadon talán az egyetlen, ami a pásztori műfajból élve maradt a tudatban, – a név sokáig az epekedő szerelmes szimbóluma volt.

## Hatása, utóélete
Mai szemmel nézve a pásztorregények unalmasak, idejétmúltak. D'Urfé pásztor-hősei azonban a külsőségektől eltekintve udvari emberek, és ezzel – a valóságtól messzire elrugaszkodott lovagregények világa után – a korabeli valóság egy darabja vonult be a regény műfajába: az udvar. Az előkelő világ minden stilizáció ellenére önmagát látta d'Urfé epekedő pásztoraiban. Könyvének óriási sikere volt. Nyelvezetével, a finom vagy finomkodó érzések rajzával, a pásztori élet egyszerű képeivel a 17. századi olvasóközönség egész nemzedékeire hatott, Rousseau-ra is nagy befolyást gyakorolt.
A szerelemnek, a gáláns viselkedésnek, az érzelmekről való beszédnek valósággal iskolája lett, különösen a nők számára közvetített viselkedési mintát. A regény mintegy száz levelet is tartalmaz, és maga a levél mint érintkezési forma „az Astrée-n keresztül viselkedési és megnyilatkozási mintát ad az [korabeli] olvasóknak, majd hétköznapi-társasági divattá válik.”
A L'Astrée-t számos európai nyelvre lefordították, rövidített és átdolgozott variánsainak sokasága jelent meg. Teljes szövegének korai publikációi közül megemlítendő az 1637. évi (5 kötet) és az 1647. évi (5 kötet) kiadás. Már a teljes kiadás előtt a regénynek több követője támadt. Negyven éven át a L'Astrée-ból merítették témájukat a francia színműírók (pl. Georges de Scudéry: Lydamon et Lydias, 1631), Madeleine de Scudéry d'Urfé regényét tartotta követendő mintának. Jean Ogier de Gombauld megírta L'Endimion-ját (1624), Marin Le Roy de Gomberville pedig előbb La Carithée (1621), majd a Polexandre (L'exil de Polexandre) című regényét (első rész: 1629), melynek szintén hatalmas sikere volt, bár jóval alacsonyabb színvonalú,  mint az Astrée. 1642-től kezdve La Calprenède kötetek sorában jelentette meg történelmi témájú Kasszandrá-ját (Cassandre), melyet Báróczi Sándor fordított magyarra.
D'Urfé szerelmeseinek történetét Éric Rohmer francia rendező filmesítette meg 2007-ben: Les amours d'Astrée et de Céladon (Astrée és Céladon szerelmei), ez volt a híres filmrendező utolsó munkája.